# Takamura Kōun

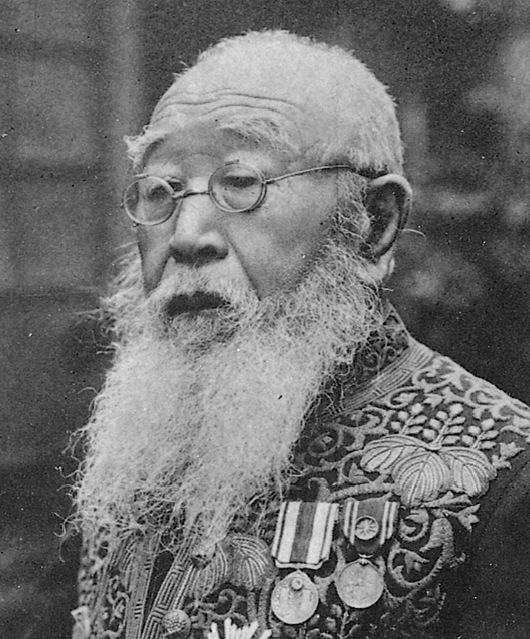
Takamura Kōun

Takamura Kōun (japanisch 高村 光雲, wirklicher Name: Nakajima Mitsuzō (中島光九蔵); geb. 8. März 1852 im Stadtteil Shitaya (heute: Taitō) in Edo; gest. 10. Oktober 1934 in Tokio) war ein japanischer Bildhauer. Der Lyriker und Bildhauer Takamura Kōtarō und der Metallgießer Takamura Toyochika waren seine Söhne; der 2014 gestorbene Fotograf Takamura Tadashi sein Enkel.

## Leben

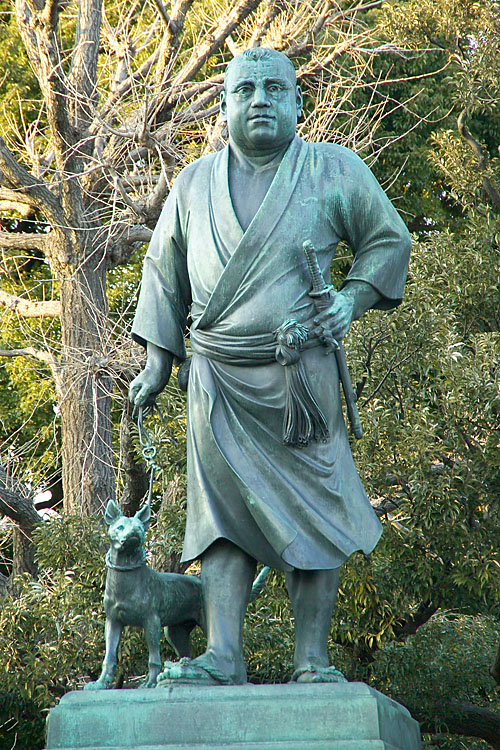
Bronzestatue Saigō Takamori dōzō im Ueno-Park

Takamura war ein Schüler des Bildhauers Takamura Tōun (高村東雲). Als er später in den Haushalt von Tōuns älterer Schwester aufgenommen wurde, nahm er den Familiennamen Takamura an. Und als er das zweite Zeichen des Vornamens seines Lehrmeisters übernehmen durfte, wählte er den Künstlernamen „Kōun“. Auf der ersten „Nationalen Industrieausstellung“ (内国勧業博覧会, Kokunai kangyō hakurankai) 1877 wurde seine Skulptur mit dem Titel „Weißgekleidete Kannon“ (白衣観音), die er unter dem Namen seines Meisters eingereicht hatte, mit dem höchste Preis, dem „Drachen-Siegel-Preis“ (竜紋章, Ryūmonshō) ausgezeichnet.
Takamura stellte mit Sorgfalt und großem Fleiß Skulpturen in traditioneller Weise her, aber er zeigte auch großes Interesse für die realistische Darstellungsweise Europas. So trug er zur Neubelebung der japanischen Bildhauerkunst bei, die zu der Zeit in eine formale Darstellungsweise abgesunken war. Sein Meisterwerk, der „Alte Affe“ (老猿), den er 1892 fertiggestellt hatte und der im folgenden Jahr auf der Weltausstellung in Chikago zu sehen war, belegt seine Fähigkeiten.
1887 holten ihn Ernest Fenollosa und Okakura Tenshin als Leiter des Departments für Bildhauerei an die Tōkyō Bijutsu Gakkō (東京美術学校), also an die Vorläufereinrichtung der heutigen Geidai, wo er bis 1926 unterrichtete. Seine 1898 vollendete Bronzestatue des Saigō Takamori steht hoch über dem Eingang zum Ueno-Park in Tokio. 1925 beteiligte er sich mit dem Werk Schutz durch die Berggeister (山霊訶護, Sanreikago) an der Exposition internationale des Arts Décoratifs et industriels modernes in Paris.
Takamura wurde zum Künstler am Hofe (Teishitsu gigei-in) ernannt. Er fungierte als Juror auf der seit 1907 jährlich veranstalteten Kunstausstellung des Kultusministeriums (文部省美術展覧会, Mombushō bijutsu tenrankai), wurde Mitglied der Japanischen Akademie der Künste und Mitglied im Komitee zur Erhaltungen der nationalen Kunstwerke.
Begraben ist er auf dem Friedhof Somei im Stadtbezirk Toshima in Tokio.
Zu seinen Schülern zählen die Bildhauer Yamamoto Zuiun (山本瑞雲; 1867–1941), Yamazaki Chōun (1867–1954), Yonehara Unkai (米原雲海; 1869–1925) und Hirakushi Denchū (1872–1979).